# Chunlan
Chunlan Group Corporation (cinese tradizionale: 春兰集团公司) è una azienda cinese.

## Storia
L'origine dell'azienda si ha nel 1985, quando il manager Tao Jianxing acquisisce il controllo della Taizhou Cooling Equipment Factory. Nel corso degli anni l'azienda è cresciuta di dimensione cambiando nel 1993 il suo nome in quello attuale.
È attiva nel settore delle nuove tecnologie, soprattutto per l'utilizzo delle risorse energetiche rinnovabili, e nel settore dei componenti elettronici.
Dal 1998 sponsorizza la Chunlan Cup.